# Gruppo parlamentare
Un gruppo parlamentare è un organo che raccoglie le istanze e le rappresentanze politiche all'interno di un parlamento.

## Definizione
Giuseppe Ugo Rescigno lo definisce come «l'unione dei membri di un ramo del Parlamento appartenenti allo stesso partito che si costituiscono in unità politica con un'organizzazione stabile ed una disciplina costante di gruppo». Dal punto di vista pratico costituisce la proiezione di un partito politico in parlamento (parliamentary party), sebbene, come sottolinea lo stesso Rescigno, nella prassi concreta non vi sia una necessaria coincidenza fra partito e gruppo parlamentare, potendo esistere gruppi non corrispondenti ad alcun partito o corrispondenti a più partiti contemporaneamente. Possono inoltre esserci partiti i cui parlamentari, secondo le regole poste dai regolamenti parlamentari, non possono costituirsi in gruppo.

## Nell'esperienza parlamentare europea
Nell'ambito del diritto parlamentare comparato è possibile individuare due fondamentali filoni in tema di gruppi parlamentari:
- i Regolamenti delle Assemblee dell'Europa continentale, i quali disciplinano dettagliatamente il fenomeno dei gruppi parlamentari;
- l'esperienza del Regno Unito, nella quale i parliamentary parties sono pressoché interamente regolati a livello convenzionale.

Per quanto riguarda i parlamenti continentali, un primo aspetto comune è costituito dalla tendenza di operare una riduzione della dispersione rappresentativa, perseguendo nella composizione dei gruppi l'obiettivo di un equilibrio duraturo fra consistenza numerica e coesione ideale e programmatica. Per assicurare il raggiungimento di questo scopo, i Regolamenti parlamentari continentali intervengono su due diversi livelli: su un piano quantitativo, innanzitutto, è normalmente prevista una soglia minima di composizione numerica dei gruppi che varia da caso a caso (in genere tale soglia è compresa fra il 3,5% circa ed il 5% dei membri dell'Assemblea); in secondo luogo, sotto un piano qualitativo (o della rappresentatività) i Regolamenti prevedono alcune deroghe al requisito della consistenza numerica minima, la previsione di forme alternative di aggregazione e l'imposizione di limiti alla mobilità fra igruppi.
Quanto al filone "Westminster", il leader ha il controllo del “partito parlamentare” attraverso il Chief whip, figura a cui spetta la responsabilità materiale della gestione e dell'organizzazione dei lavori parlamentari. A tale figura fa poi riferimento l'intera squadra dei Government/Opposition Whips, i quali fungono da raccordo fra la base parlamentare ed il vertice del partito: da un lato, infatti, essi esercitano il controllo dei backbencher; dall'altro, essi riferiscono al leader le opinioni che si formano all'interno della Camera.

## Al Parlamento europeo
Gli eurodeputati sono organizzati in diversi gruppi parlamentari, compreso quello dei non iscritti dedicato a chi non si riconosce in nessuno dei gruppo costituiti. Perché un gruppo parlamentare possa essere riconosciuto occorrono almeno 23 deputati eletti in almeno un quarto degli stati, che possono afferire a diversi partiti politici. Essi lavorano suddivisi in 20 commissioni. Una volta riconosciuti, i gruppi ricevono sovvenzioni finanziarie dal parlamento e vengono garantiti loro posti nei comitati: un incentivo alla loro formazione.
I due gruppi principali sono il Partito Popolare Europeo (PPE) e l'Alleanza Progressista dei Socialisti e dei Democratici (S&D). Questi due gruppi hanno dominato il Parlamento per gran parte della sua vita, spartendosi costantemente tra il 50% e il 70% dei seggi. Nessun singolo gruppo ha mai avuto una maggioranza assoluta. Per via delle ampie alleanze che stipulano i partiti nazionali, i partiti europei appaiono molto decentrati e quindi hanno più in comune con partiti tipici degli stati federali, come la Germania o gli Stati Uniti, che gli Stati unitari come sono la maggioranza degli Stati dell'Unione europea.

## In Italia
In Italia gruppi parlamentari sono lo strumento di organizzazione della presenza dei partiti politici all'interno delle Camere, sono definiti "associazioni di deputati" e "soggetti necessari al funzionamento della Camera" (art 14 r.C); sono dotati di un proprio statuto o regolamento. Gli eletti, poco dopo la prima seduta della camera di appartenenza, devono dichiarare a quale gruppo appartengono; se non lo fanno, o se per qualsiasi ragione non sono accettati da alcun gruppo, confluiscono nel "gruppo misto". Il numero minimo prescritto è di 20 deputati alla Camera (14 a partire dalla XX legislatura) e 6 senatori al Senato (10 fino alla XVIII legislatura): i regolamenti prevedono deroghe per i partiti organizzati su tutto il territorio nazionale (ma solo se autorizzati dall'ufficio di presidenza). Invece è permessa la costituzione, all'interno del gruppo misto, di "componenti politiche".

### Storia
I “gruppi politici” con il tradizionale nome di “ufficio” entrano nel Parlamento italiano dopo la riforma del regolamento della Camera dei deputati nel 1920, la quale seguì la modificazione in senso proporzionale della legge elettorale. Per effetto di queste due innovazioni (legge elettorale, riforma regolamentare), il Parlamento liberale dei “notabili” si trasformò dunque nel Parlamento dei “partiti”, la cui proiezione naturale era costituita per l'appunto dai gruppi parlamentari.
La riforma del 1920 ha avuto però vita breve: in seguito alle elezioni del 1924, la mozione Grandi cancellò gruppi e commissioni della Camera, segnando il tramonto delle istituzioni rappresentative. Tuttavia, i motivi ispiratori ed i contenuti della riforma del 1920 verranno richiamati dall'Assemblea Costituente, la quale darà un riconoscimento diretto in Costituzione ai Gruppi parlamentari.
Immediatamente la dottrina giuridica si pose il problema del punto di equilibrio tra appartenenza al Gruppo e divieto di mandato imperativo nei confronti del parlamentare; a livello interno ai partiti, il problema si pose in rapporto ai disegni di legge proposti a nome dei componenti dei Gruppi ma non condivisi da tutti.
La grande riforma regolamentare del 1971, nell'ambito della riflessione sulle procedure delle “democrazia concertata”, valorizzerà ulteriormente il ruolo dei gruppi parlamentari, riconoscendoli come vere e proprie articolazioni politiche fondamentali. Come è stato scritto nella relazione sulla riforma regolamentare del 1971 della Giunta per il regolamento della Camera dei deputati, uno dei principali motivi ispiratori della riforma è appunto la «reale necessità di una Camera organizzata per gruppi e dai gruppi».

### Regolamentazione
La disciplina dei gruppi, nell'ordinamento italiano, va ricercata anzitutto in due disposizioni costituzionali che toccano, sia pure incidentalmente, il tema in questione: il terzo comma dell'art. 72: "il Regolamento può stabilire i casi e le forme in cui l'esame e l'approvazione dei disegni di legge vengono deferiti a Commissioni, anche permanenti, in modo da rispecchiare la proporzione dei gruppi parlamentari"  ed il secondo comma dell'art. 82: "le Commissioni d'inchiesta sono formate in modo da rispecchiare la proporzione tra i vari gruppi".
Alle due norme sopra indicate si aggiungono poi le indicazioni che indirettamente possono ricavarsi dall'art. 49 Cost: "tutti i cittadini hanno diritto di associarsi liberamente in partiti per concorrere con metodo democratico a determinare la politica nazionale" e dall'art. 67 Cost.: "Ogni membro del Parlamento rappresenta la nazione ed esercita le sue funzioni senza vincolo di mandato".
In particolare, quest'ultima disposizione segna la rottura con quelle esperienze costituzionali che, allo scopo di mantenere la disciplina interna ai gruppi, avevano invece adottato il mandato imperativo, o “clausola cecoslovacca”. Il divieto di mandato imperativo importa quindi, sotto il profilo giuridico, che nessuna conseguenza può derivare a carico del parlamentare per il fatto che egli abbia votato contro le direttive del proprio gruppo parlamentare.
Nello specifico, la disciplina dei gruppi parlamentari è dettata dai Regolamenti della Camera e del Senato. In particolare, essi stabiliscono:
- una condizione numerica minima per la costituzione dei gruppi, ossia venti deputati (alla Camera) o dieci senatori (al Senato), salvo diversa autorizzazione dell'Ufficio di Presidenza (Consiglio di Presidenza) in presenza dei requisiti stabiliti dall'art. 14 secondo comma R.C. (art. 14 quinto comma R.S.);
- l'obbligatoria iscrizione al Gruppo misto per i parlamentari non appartenenti ad alcun Gruppo;
- la possibilità di costituire all'interno del Gruppo misto delle “componenti politiche”;
- l'elezione degli organi direttivi dei Gruppi parlamentari secondo le modalità previste dall'art. 15 e 15bis R.C. e dell'art. 15 RS..

I gruppi parlamentari sono poi presenti nella legislazione ordinaria, specialmente in un settore strategico come quello della comunicazione e dei rimborsi elettorali.
Le disposizioni richiamate, costituzionali, legislative o regolamentari, vanno infine unite con il cospicuo corpus di fonti non scritte che caratterizzano il diritto parlamentare (giurisprudenza parlamentare, prassi, consuetudini, convenzioni). Si pensi, per esempio, alla convenzione in base alla quale il Capo dello Stato nelle consultazioni per la formazione di un nuovo Governo è solito convocare le delegazioni dei gruppi parlamentari.